# Иберија (авио-компанија)
Иберија (шп. Iberia Líneas Aéreas de España, S.A.) је национална авио-компанија Шпаније, са седиштем у Мадриду. Иберија је основана 27. јуна 1927. године. 

## Флота
Флота се састоји од 216 авиона. Компанија лети на 105 различитих дестинација.
- 09 Ербас A340-600
- 18 Ербас A340-300
- 14 Ербас A321-200
- 60 Ербас A320-200
- 07 Ербас A319-100
- 10 Боинг 757-200
- 02 Боинг 747-400
- 02 Боинг 747-300
- 12 Макдонел Даглас МД-88
- 21 Макдонел Даглас МД-87